# 日朝攻守同盟
日朝攻守同盟（にっちょうこうしゅどうめい）は、日清戦争中に大日本帝国と李氏朝鮮の間に結ばれた同盟に関する条約である。正式には大日本大朝鮮両国盟約（だいにっぽんだいちょうせんりょうこくめいやく）。

## 概要
1894年（明治27年）8月26日（朝鮮暦：開国503年7月26日）、日清戦争中に結ばれた。調印者は、日本側が駐朝鮮公使大鳥圭介、朝鮮側が外務大臣金允植である。

## 内容
全3条から成り、内容は、
1. この盟約は、清の軍隊を朝鮮国外に撤退させ、朝鮮国の独立自主を強固にして両国の利益を増進することを目的とする。
2. 日本は清国に対し攻守の戦争をおこない、朝鮮国は日本軍兵士の進退や兵糧準備のために便宜をはかる。
3. この盟約は対清平和条約が成立したら破棄すること[注釈 1]。

というものである。

## 結果

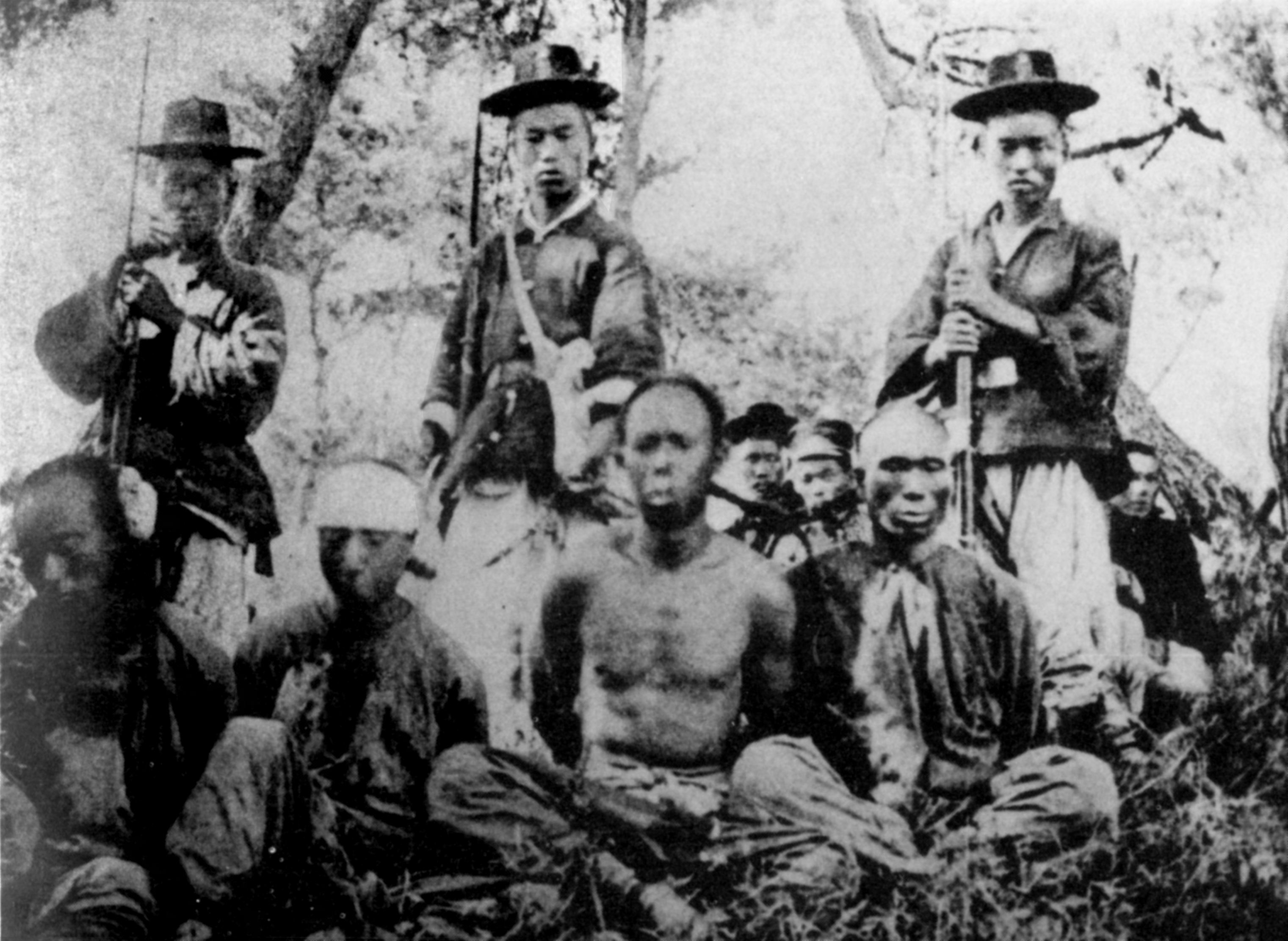
朝鮮人兵士と中国人捕虜

これにより、朝鮮は日本側に立つことが義務づけられ、第三国への調停依頼も不可能になった。朝鮮は、日清戦争を「朝鮮国の独立自主」（第一条）としたこの盟約にもとづき、朝鮮国内での日本軍の移動や物資の調達など、日本の戦争遂行を支援し、また自身も日本側で出兵した。